# Coleophora chretieni
Coleophora chretieni é uma espécie de mariposa do gênero Coleophora pertencente à família Coleophoridae.